# Rekenkundig getal
Een natuurlijk getal {\displaystyle n} heet een rekenkundig getal als het rekenkundig gemiddelde van zijn delers een geheel getal is.
Het rekenkundig gemiddelde van de delers van {\displaystyle n} noemt men de rekenkundige functie {\displaystyle A(n)}:
{\displaystyle A(n)={\frac {\sigma (n)}{d(n)}}}
Hierin is {\displaystyle \sigma (n)} de som van alle positieve delers van {\displaystyle n} en {\displaystyle d(n)} het aantal positieve delers van {\displaystyle n}. Als {\displaystyle A(n)} een geheel getal is, dus als {\displaystyle d(n)} een deler is van {\displaystyle \sigma (n)}, heet {\displaystyle n} een rekenkundig getal.
Voorbeeld: 14 heeft als delers 1, 2, 7 en 14. Het rekenkundig gemiddelde daarvan is (1+2+7+14)/4 = 6, dus 14 is een rekenkundig getal. Het getal 12 is geen rekenkundig getal, want de som van de delers van 12 is 1+2+3+4+6+12 = 28 en het gemiddelde 28/6 is geen geheel getal.
De eerste rekenkundige getallen zijn:
1, 3, 5, 6, 7, 11, 13, 14, 15, 17, 19, 20, 21, 22, 23, 27, 29, 30, 31, 33, 35, 37, 38, 39, 41, 42, 43, 44, 45, 46, 47, 49, ...
De functie {\displaystyle A(n)} is een multiplicatieve functie. Immers {\displaystyle \sigma (n)} en {\displaystyle d(n)} zijn beide multiplicatieve functies. Hieruit volgt dat als twee rekenkundige getallen relatief priem zijn, hun product ook een rekenkundig getal is.
Elk oneven priemgetal {\displaystyle p} is een rekenkundig getal; immers de delers ervan zijn 1 en {\displaystyle p}, en {\displaystyle A(p)=(p+1)/2} is een geheel getal omdat {\displaystyle p+1} een even getal is. 2 is geen rekenkundig getal en ook geen enkele macht van 2 is een rekenkundig getal.
De asymptotische dichtheid van de verzameling van rekenkundige getallen is gelijk aan 1.
Voor elk getal {\displaystyle N} bestaat er een geheel getal {\displaystyle m}, zodanig datde vergelijking {\displaystyle A(n)=m} ten minste {\displaystyle N} oplossingen heeft.